# Templeux-le-Guérard Communal Cemetery Extension
Le cimetière « Templeux-le-Guérard Communal Cemetery Extension » est l'un des deux cimetières militaires de la Première Guerre mondiale situés sur le territoire de la commune de Templeux-le-Guérard (Somme). Le second est Templeux-le-Guérard British Cemetery.

## Localisation
Ce cimetière est situé au nord du village, au fond d'un vallon, en contrebas de l'ancien cimetière protestant.

## Historique
Templeux fut occupé par les Allemands dès le début de la guerre le 28 août 1914. Situé à l'avant de la ligne Hindenburg, le village fut complètement rasé lors du repli des troupes allemandes. Le village a été pris au début d'avril 1917, perdu le 21 mars 1918 et repris par les 15e Suffolks de la 74e division (Yeomanry) le 18 septembre suivant. Ce cimetière a été commencé par la 59e Division (North Midland) immédiatement après la capture du village et poursuivi par la 34e Division et d'autres divisions jusqu'en octobre 1917. D'autres tombes britanniques y ont été faites en mars 1918 par les Allemands et en septembre et octobre 1918, par les Britanniques.

## Caractéristiques
Il y a maintenant plus de 131 victimes de guerre 1914-18 commémorées sur ce site. Parmi ceux-ci, cinq ne sont pas identifiés et un mémorial spécial est érigé à l’intention d’un soldat du Royaume-Uni qui est enterré parmi eux. D’autres mémoriaux spéciaux enregistrent les noms de 12 soldats du Royaume-Uni, inhumés dans l’extension allemande, dont les tombes ont été détruites par des tirs. Les tombes de quatre soldats américains et de sept soldats allemands ont été transportées dans d’autres cimetières. L'extension couvre une superficie de 729 mètres carrés et est entourée de trois côtés par un mur de moellons.

## Galerie

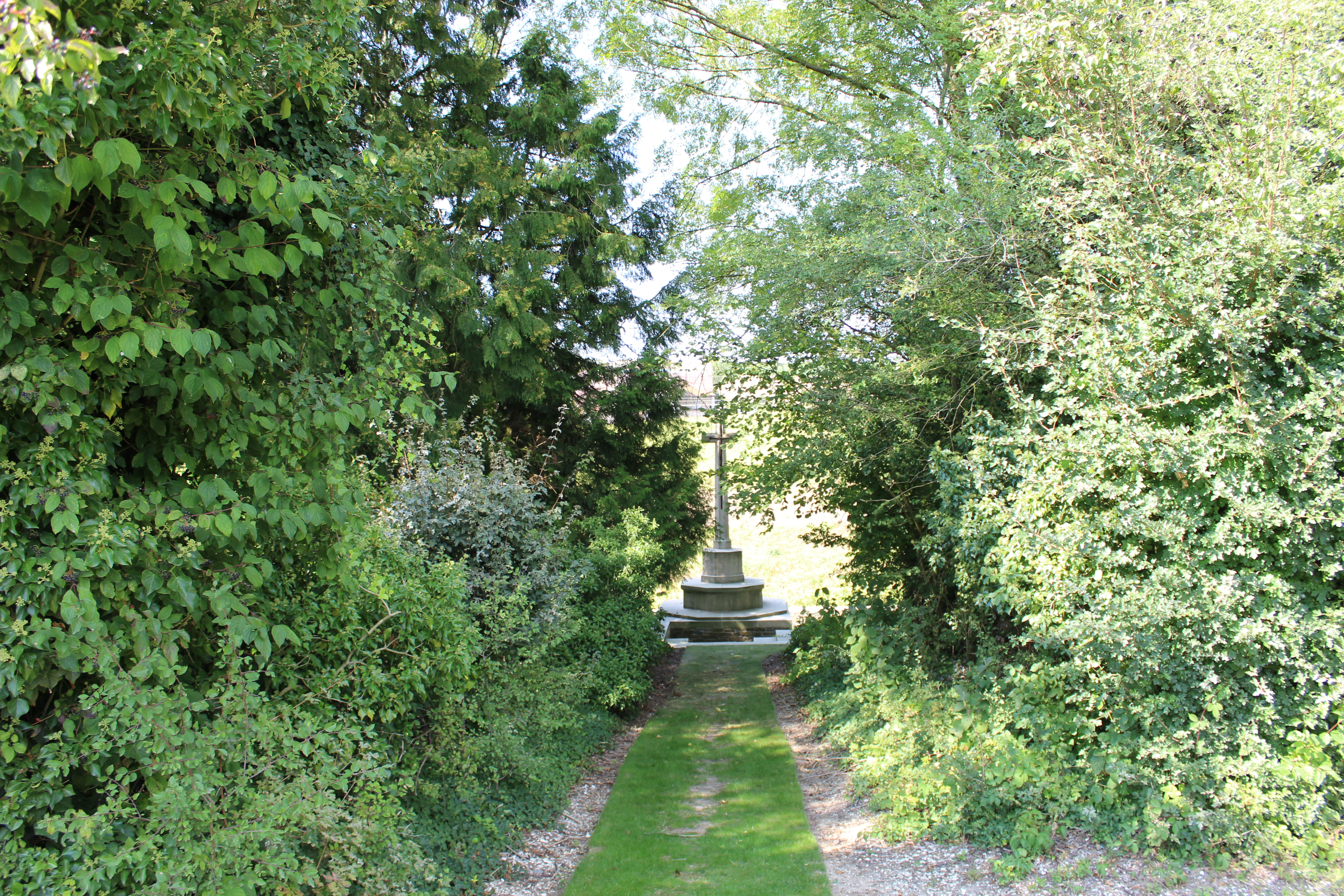
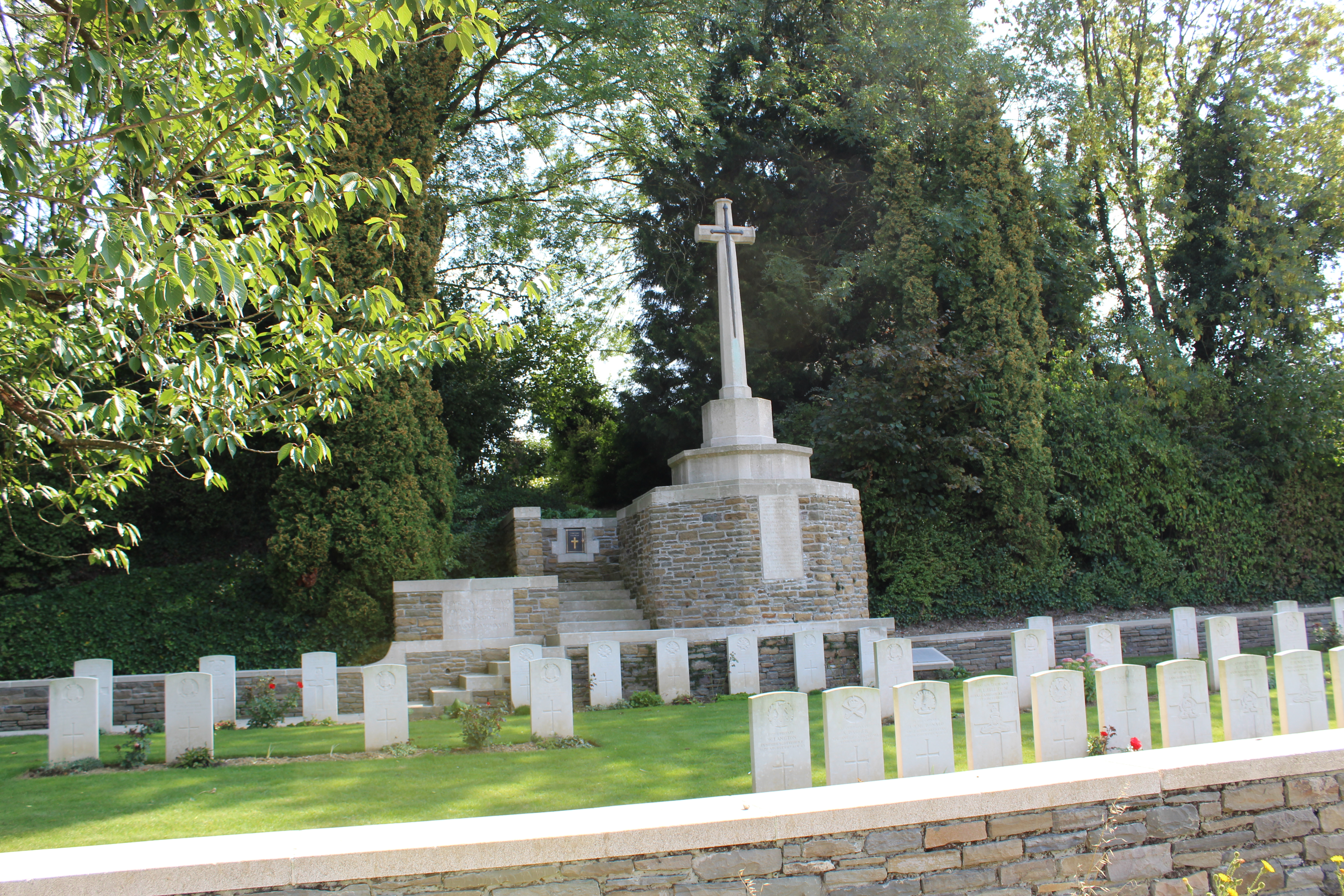
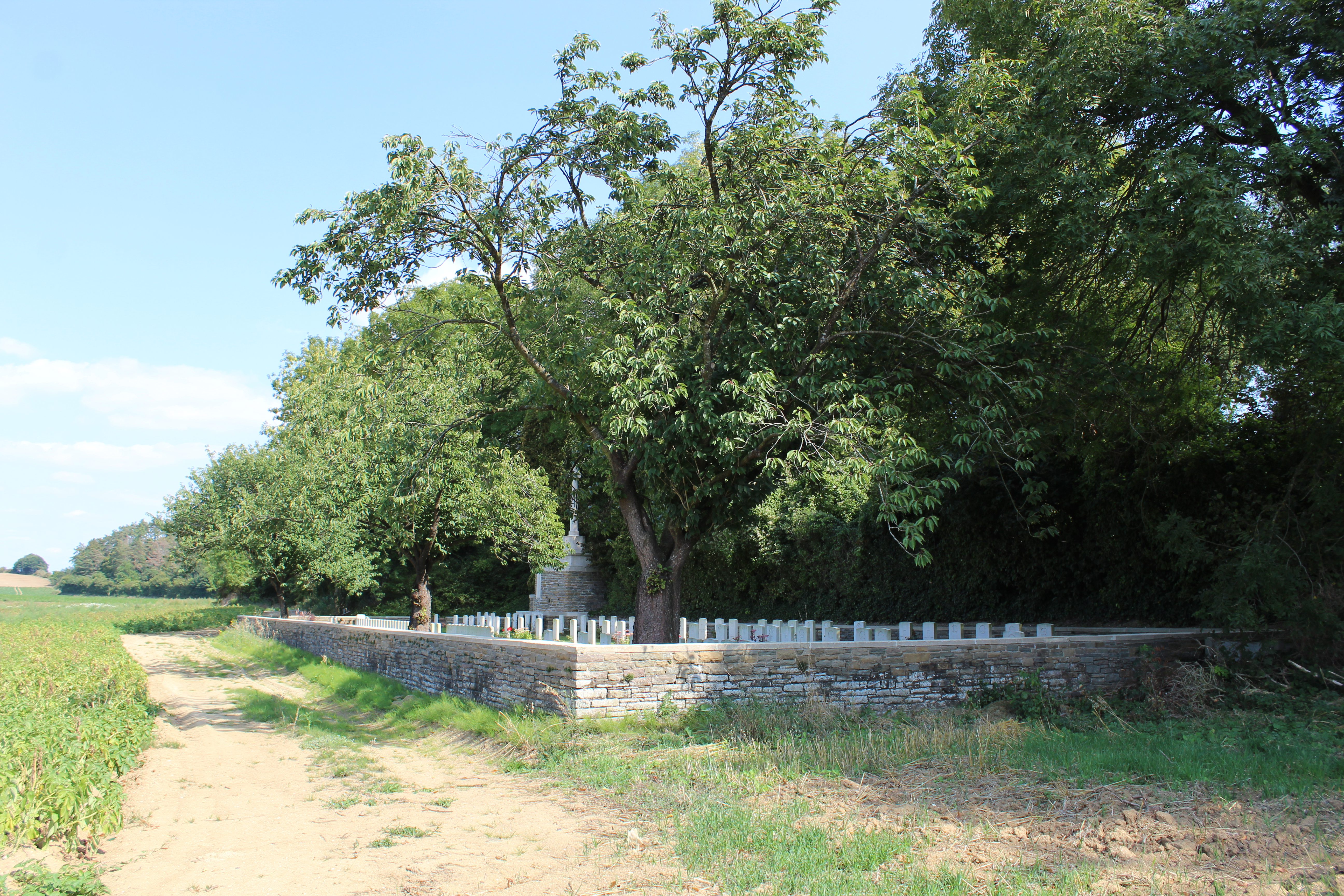
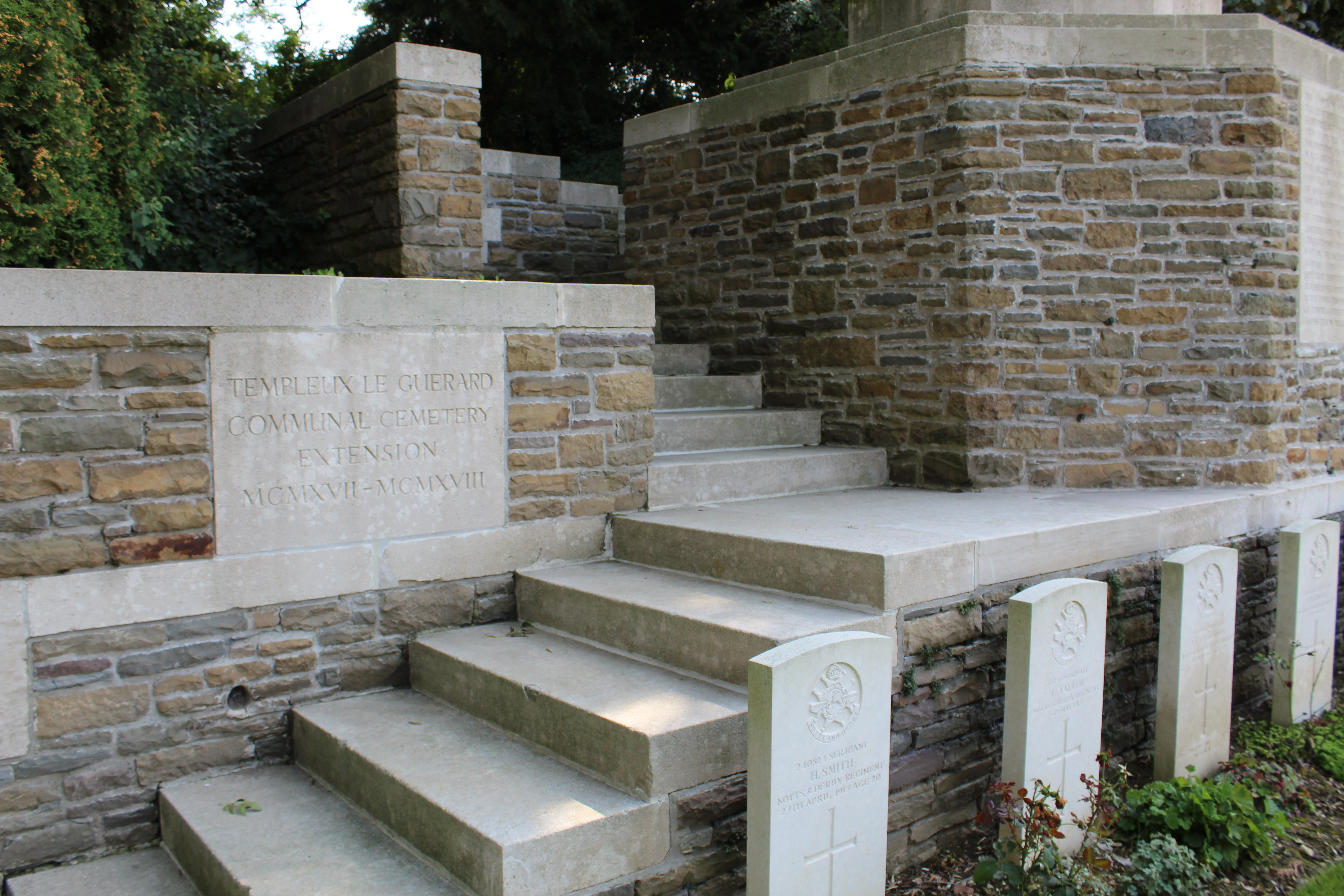

## Sépultures
| Pays        | Sépultures |
| ----------- | ---------- |
| Royaume-Uni | 111        |
| Australie   | 20         |
| Total       | 131        |